# Alagjaz
Alagjaz (Armeens: Ալագյազ) is een plaats in Armenië. Deze plaats ligt in de marzer (provincie) Aragatsotn. Deze plaats ligt 58 kilometer (hemelsbreed) van Jerevan (de hoofdstad van Armenië). Bij een bevolkingstelling in 2011 had Alagjaz 439 inwoners.
In 1937 werd het eerste door de staat gesteunde Koerdische theater opgericht in Alagyaz, toen de plaats voornamelijk werd bevolkt door Jezidi's.